# Nan'an (Chongqing)
Nan'an (en chino simplificado, 南岸区; pinyin, Nán'àn qū) es un distrito urbano bajo la administración del municipio de Chongqing, en el centro de la República Popular China. Su área es de 262 km² y su población total para 2010 fue más de 700 mil habitantes.

## Administración
El distrito de Nan'an se divide en 15 pueblos que se administran en 8 subdistritos y 7 poblados.
Subdistritos:
- Tóng yuán jú (Sede de gobierno)
- Nán píng
- Hǎitáng xī
- Lóngmén hào
- Dànzǐ shí
- Huāyuán lù
- Nánshān

Poblados:
- Nán píng
- Tú shān
- Xiá kǒu
- Jīguān shí
- Chángshēng qiáo
- Yíng lóng
- Guǎng yáng

## Historia
El distrito de Nan'an es una parte histórica importante de Chongqing. Se estableció por primera vez en 1929 como una región administrativa, cuando la ciudad se expandía. Nan'an obtuvo su nombre actual en octubre de 1955.

## Geografía y Clima
El río Yangtse se curva alrededor de las fronteras norte y oeste del distrito Nan'an por cerca de 45 kilómetros. El río separa a Nan'an de sus distritos vecinos como Jiulongpo, Yuzhong, Jiangbei, y Yubei. Los puentes que cruzan el río Yangtze es el paso principal para el transporte desde y hacia el distrito.
La temperatura promedio del distrito es de 18C con una precipitación promedio a 1.097,8 mm.
| Parámetros climáticos promedio de Nan'an          | Parámetros climáticos promedio de Nan'an | Parámetros climáticos promedio de Nan'an | Parámetros climáticos promedio de Nan'an | Parámetros climáticos promedio de Nan'an | Parámetros climáticos promedio de Nan'an | Parámetros climáticos promedio de Nan'an | Parámetros climáticos promedio de Nan'an | Parámetros climáticos promedio de Nan'an | Parámetros climáticos promedio de Nan'an | Parámetros climáticos promedio de Nan'an | Parámetros climáticos promedio de Nan'an | Parámetros climáticos promedio de Nan'an | Parámetros climáticos promedio de Nan'an |
| Mes                                               | Ene.                                     | Feb.                                     | Mar.                                     | Abr.                                     | May.                                     | Jun.                                     | Jul.                                     | Ago.                                     | Sep.                                     | Oct.                                     | Nov.                                     | Dic.                                     | Anual                                    |
| ------------------------------------------------- | ---------------------------------------- | ---------------------------------------- | ---------------------------------------- | ---------------------------------------- | ---------------------------------------- | ---------------------------------------- | ---------------------------------------- | ---------------------------------------- | ---------------------------------------- | ---------------------------------------- | ---------------------------------------- | ---------------------------------------- | ---------------------------------------- |
| Temp. máx. media (°C)                             | 10.3                                     | 12.5                                     | 17.4                                     | 22.9                                     | 26.9                                     | 29.4                                     | 32.8                                     | 33.6                                     | 27.7                                     | 21.9                                     | 16.9                                     | 11.6                                     | 22.0                                     |
| Temp. mín. media (°C)                             | 6.0                                      | 7.5                                      | 11.0                                     | 15.3                                     | 19.1                                     | 22.0                                     | 24.6                                     | 24.7                                     | 20.8                                     | 16.4                                     | 12.0                                     | 7.6                                      | 15.6                                     |
| Precipitación total (mm)                          | 19.5                                     | 20.6                                     | 36.2                                     | 104.6                                    | 151.7                                    | 171.2                                    | 175.4                                    | 134.4                                    | 127.6                                    | 92.4                                     | 45.9                                     | 24.9                                     | 1104.4                                   |
| Días de precipitaciones (≥ 1 mm)                  | 10.2                                     | 9.9                                      | 11.3                                     | 14.9                                     | 15.6                                     | 15.7                                     | 12.4                                     | 10.5                                     | 14.4                                     | 15.4                                     | 12.2                                     | 9.5                                      | 152.0                                    |
| Horas de sol                                      | 27.3                                     | 34.1                                     | 67.4                                     | 98.0                                     | 108.5                                    | 109.7                                    | 180.1                                    | 196.0                                    | 102.4                                    | 62.5                                     | 43.1                                     | 25.8                                     | 1054.9                                   |
| Humedad relativa (%)                              | 83                                       | 80                                       | 76                                       | 77                                       | 78                                       | 80                                       | 76                                       | 73                                       | 80                                       | 84                                       | 84                                       | 85                                       | 79.7                                     |
| Fuente: 国家气象信息中心 24 de septiembre de 2009 |                                          |                                          |                                          |                                          |                                          |                                          |                                          |                                          |                                          |                                          |                                          |                                          |                                          |